# Jurgen von Konow
Carl Jurgen Torsson von Konow, född 2 juni 1915 i Östersund, död 10 juni 1959 i en trafikolycka i Växjö, var en svensk målare och grafiker. Han tillhörde gruppen De unga.

## Biografi
Konow studerade vid Högre konstindustriella skolan i Stockholm 1931−1934 där han råddes av sin lärare att flytta till Paris. Där studerade han konst vid Académie Scandinave 1935, vidare vid Marcel Gromaires ateljé och sedan tillbaka till Maison Watteau och Académie Scandinave 1938−1939. Konow arbetade även vid Stanley William Hayters grafikstudio Atelier Dix-september i Paris, och studerade grafik vid Konsthögskolan i Stockholm 1946.
Efter stark påverkan av Hayter, hans trycktekniker och boken New Ways of Gravure som kom ut 1949, återvände Konow till Sverige, blev lärare vid Konstakademins etsarskola 1953 och publicerade sin egen handbok Om grafik: Historia och teknik som gavs ut 1956. Boken blev ett viktigt bidrag till undervisningen i grafisk konst i Sverige.
Tillsammans med Eric Alsmark och John Carlberg ställde han ut på De unga på Vasagatan 1942 och tillsammans med Einar Christiansson ställde han ut på Lorensbergs konstsalong 1955. Separat ställde han bland annat ut på De unga 1946 och på Gummesons konsthall 1952 
Konstnärligt arbetade Konow i en dekorativ och delvis surrealistisk anda och experimenterade med olika grafiska blandtekniker. Han började med livfulla Stockholmsbilder men övergick senare till stramare kompositioner och dämpad kolorit i spanska och franska landskapsmålningar. Genom en tävling gjorde han även teckningen som ligger till grund för motivet på valörfrimärkena som gavs ut 1954. Som illustratör gjorde han även bilderna till Birger Normans diktsamling Våg under vinden (1957) och året därpå fick han det stora priset vid en grafikutställning i Ljubljana.
Konow är representerad på Nationalmuseum, Moderna museet och Waldemarsudde i Stockholm, Vänersborgs museum, Göteborgs konstmuseum, Hallands konstmuseum, Tekniska museet, Länsmuseet Gävleborg, Stockholms stadsmuseum, Norrköpings konstmuseum, Helsingborgs museum, Linköpings museum, Nasjonalgalleriet i Oslo, Bergen Billedgalleri (konstsamling inom KODE), Ateneum i Helsingfors och Rijksmuseum i Amsterdam.